# Yusei Ogasawara
Yusei Ogasawara (小笠原 侑生 Ogasawara Yūsei?, nacido el 16 de abril de 1988 en Matsuyama, Ehime) es un futbolista japonés que se desempeñaba como centrocampista.

## Trayectoria

### Clubes
| Club                    | País      | Año         |
| ----------------------- | --------- | ----------- |
| Ehime FC                | Japón     | 2011 - 2012 |
| V-Varen Nagasaki        | Japón     | 2013 - 2014 |
| Nakhon Pathom United FC | Tailandia | 2016        |
| Sisaket FC              | Tailandia | 2017        |
| PT Prachuap FC          | Tailandia | 2017        |
| Kasetsart FC            | Tailandia | 2018        |
| Nongbua Pitchaya FC     | Tailandia | 2018 -      |

## Estadística de carrera

### J. League
| Club             | Año   | J. League | J. League | Copa J. League | Copa J. League | Total | Total |
| Club             | Año   | Part.     | Goles     | Part.          | Goles          | Part. | Goles |
| ---------------- | ----- | --------- | --------- | -------------- | -------------- | ----- | ----- |
| Ehime FC         | 2011  | 11        | 0         | -              | -              | 11    | 0     |
| Ehime FC         | 2012  | 15        | 0         | -              | -              | 15    | 0     |
| V-Varen Nagasaki | 2013  | 29        | 2         | -              | -              | 29    | 2     |
| V-Varen Nagasaki | 2014  | 0         | 0         | -              | -              | 0     | 0     |
| Total            | Total | 55        | 2         | 0              | 0              | 55    | 2     |